# Соколовогірська селищна рада
Соколовогірська селищна рада (також — Соколово-Гірська селищна рада, до 1958 року — Соколовогірська сільська рада) — колишня адміністративно-територіальна одиниця та орган місцевого самоврядування в Левківському, Черняхівському, Житомирському районах і Житомирській міській раді Волинської округи, Київської та Житомирської областей Української РСР з адміністративним центром у селищі міського типу Соколова Гора.

## Населені пункти
Селищній раді на момент ліквідації були підпорядковані населені пункти:
- смт Соколова Гора
- с. Довжик
- с. Кам'янка
- с. Новоселиця
- с-ще Лісове

## Населення
Кількість населення ради, станом на 1923 рік, становила 1 029 осіб, кількість дворів — 159.

## Історія та адміністративний устрій
Раду утворено в 1923 році, як сільську, в селі Соколова Гора Левківської волості Житомирського повіту Волинської губернії. 7 березня 1923 року раду включено до складу новоствореного Левківського району Житомирської округи.
До складу ради передано:
- 18 лютого 1923 року — колонію Андріївка ліквідованої Російсько-Крошенської сільської ради;
- 22 лютого 1924 року — хутори Видумка при Крошні та Крошенка, пропущені при попередньому укладанні складу адміністративно-територіальних утворень;
- 18 жовтня 1924 року — х. Церковщина Чесько-Крошенської сільської ради;
- 10 лютого 1925 року — х. Дальній Російсько-Крошенської сільської ради.

28 вересня 1925 року, внаслідок реформування Левківського району, сільська рада увійшла до складу Черняхівського району. Від 15 червня 1926 року до складу селищної ради входило с. Хінчанка Крошнє-Української сільської ради, передане 1929 року до складу тієї ж ради. 13 лютого 1928 року кол. Андріївка та х. Крошенка увійшли до складу новоствореної Андріївської сільської ради Черняхівського району. 15 вересня 1930 року, відповідно до Постанови ВУЦВК та РНК УРСР від 2 вересня 1930 року «Про ліквідацію округ та перехід на двоступеневу систему управління», сільську раду включили до складу приміської смуги Житомирської міської ради. 14 травня 1939 року, відповідно до Указу Президії Верховної ради УРСР «Про утворення Житомирського сільського району Житомирської області», сільська рада увійшла до складу новоствореного Житомирського сільського району.
Станом на 1 вересня 1946 року Соколово-Гірська сільська рада входила до складу Житомирського району Житомирської області, на обліку в раді перебували с. Соколова Гора та х. Довжик.
12 травня 1958 року, відповідно до рішення Житомирського обласного виконавчого комітету № 441 «Про віднесення окремих населених пунктів Житомирського району до категорії селищ міського типу», с. Соколова Гора віднесене до категорії селищ міського типу, відповідно сільську раду реорганізовано до рівня селищної.
Від 16 вересня 1960 року до селищної ради було підпорядковане пристанційне селище Лісове. 25 червня 1961 року до складу ради було передано села Кам'янка та Новоселиця Іванівської сільської ради Житомирського району. 30 грудня 1962 року селищна рада, через ліквідацію Житомирського району, повторно увійшла до складу Житомирської міської ради. 4 січня 1965 року, Указом Президії Верховної ради УРСР «Про внесення змін в адміністративне районування Української РСР», раду включили до складу відновленого Житомирського району. Відповідно до Указу Президії Верховної ради УРСР від 11 березня 1971 року «Про розширення смуги м. Житомира», смт Соколова Гора та с-ще Лісове увійшли до складу міста Житомир, села Кам'янка, Новоселиця та Довжик включені до складу відновленої Кам'янської сільської ради Житомирського району.
Ліквідована 13 березня 1971 року, відповідно до рішення Житомирського облвиконкому № 101 «Про ліквідацію Крошнянської та Соколовогірської селищних рад Житомирського району».